# Atmosfera di Marte
| Anidride carbonica    | 95,32%   |
| Azoto                 | 2,7%     |
| Argon                 | 1,6%     |
| Ossigeno              | 0,13%    |
| Monossido di carbonio | 0,08%    |
| Vapore acqueo         | 0,02%    |
| Monossido di azoto    | 0,01%    |
| Neon                  | 2,5 ppm  |
| Kripton               | 0,3 ppm  |
| Xeno                  | 0,08 ppm |
| Ozono                 | 0,03 ppm |
| Metano                | 0,01 ppm |

L'atmosfera di Marte, a causa della bassa gravità del pianeta, è estremamente rarefatta e completamente priva dei gas più leggeri; la pressione rilevata dalle sonde automatiche inviate sul pianeta è di circa 0,7-0,9 kPa nelle depressioni più profonde (la pressione media dell'atmosfera terrestre, a titolo di paragone, è di 101 kPa). Precedenti osservazioni dei transiti di Marte davanti alle stelle, effettuate dalla Terra, già prima dell'era spaziale avevano suggerito una simile situazione.
L'atmosfera appare ricca di polveri che le conferiscono una caratteristica colorazione arancione-marrone quando osservata dalla superficie del pianeta; i dati registrati dai Mars Exploration Rover indicano una dimensione media delle particelle sospese di circa 1,5 μm.
L'estrema scarsità di ozono permette alle radiazioni ultraviolette solari, letali per ogni forma di vita conosciuta, di raggiungere la superficie.

## Metano

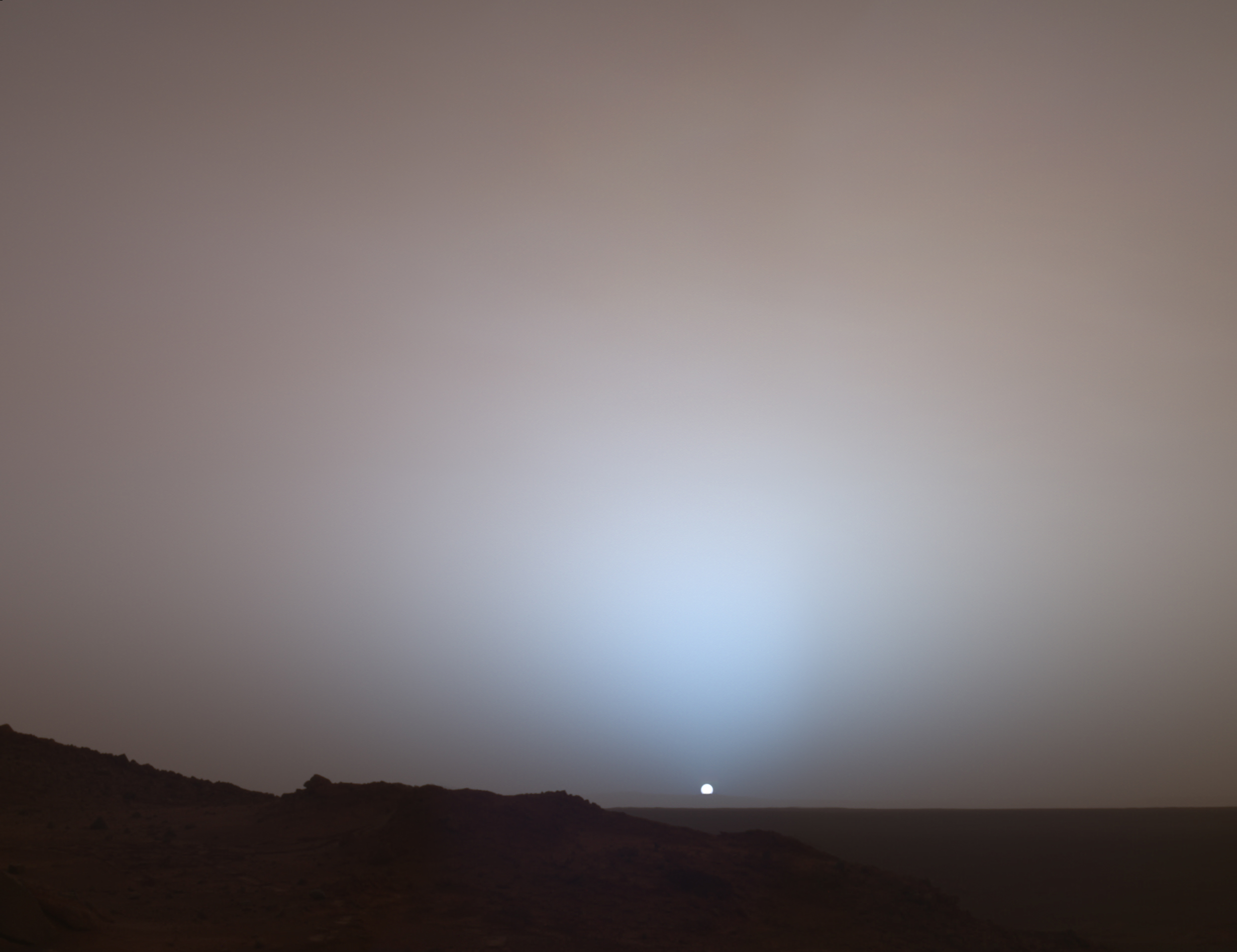
Tramonto marziano: i colori del cielo sono determinati da particelle in sospensione e dalla composizione atmosferica

Il 24  marzo del 2004 le misurazioni della sonda orbitante europea Mars Express hanno confermato la presenza di metano nell'atmosfera marziana alla concentrazione volumetrica di circa 10 ppb. La presenza di questo gas, altamente instabile, fa supporre l'esistenza di un processo di generazione del metano tuttora in corso o comunque avvenuto nei secoli scorsi; come possibili origini sono state ipotizzate quella vulcanica, quella cometaria e quella biologica con la presenza di microrganismi metanogeni, ma mancano conferme sperimentali a sostegno delle teorie. Gli scienziati stanno attualmente cercando di individuare alcune componenti secondarie, come l'etano, che potrebbero rivelare l'origine del metano che sulla Terra è generato dagli oceani contestualmente al metano di provenienza biologica, o l'anidride solforosa, associata all'attività vulcanica.

## Variazioni stagionali
L'aspetto dell'atmosfera marziana varia significativamente con il ciclo delle stagioni; nei mesi invernali, quando i poli sono costantemente al riparo dalla luce solare, la temperatura superficiale diminuisce a tal punto, che un quarto dell'atmosfera condensa e precipita sotto forma di anidride carbonica ghiacciata (ghiaccio secco); all'aumentare dell'insolazione, la CO2 sublima generando venti che possono raggiungere la velocità di 400 chilometri orari, diretti verso le regioni tropicali del pianeta. Un effetto secondario della circolazione atmosferica così indotta è il trasporto di una quantità di polveri e di vapor d'acqua, che portano alla formazione di cirri particolarmente numerosi ed imponenti, fotografati dal modulo di terra statunitense Opportunity.